# Estreito de Tablas

O Estreito de Tablas é um estreito nas Filipinas, que separa a ilha de Mindoro das Ilhas Panay. Foi neste estreito que o ferry de passageiros Dona Paz se afundou depois de colidir com o petroleiro MT Vector matando mais de 4000 pessoas em 20 de dezembro de 1987.